# Очаушница
Очаушница је притока ријеке Велике Усоре. Настаје спајањем Велике и Мале Очаушице на територији насељеног мјеста Очауш у општини Теслић. Дуга је 3,4 km, . На крају свог тока се улива у Велику Усору.

## Одлике
Настаје на надморској висини од 696 метара, а у Велику Усору се улива на висини од 480 метара, што њен укупан пад чини 216 метара, односно 6,3%.

## Саставице

### Велика Очаушица
Велика Очаушица извире на надморској висини од 1.280 метара у општини Котор Варош.

### Мала Очаушица
Мала Очаушица извире на надморској висини од 1.190 метара у општини Теслић.